# Église Saints-Boris-et-Gleb-des-Plotnikis
L'église Saints-Boris-et-Gleb-des-Plotnikis (en russe : Церковь Бориса и Глеба в Плотниках) est une église orthodoxe de Veliki Novgorod. Elle se situe dans la partie nord-est de la ville, sur la rive droite de la Volkhov, le quartier des Charpentiers.
L'église a été reconstruite en 1536 avec cinq coupoles, à la place d'une église en bois qui n'avait qu'une seule coupole. Elle se caractérise par les trois pignons de chacune de ses façades.

## Histoire
L'église a été construite par les habitants du quartier avec l'aide financière de marchands de Moscou et de Novgorod. Le chroniqueur précise que la construction fut achevée en cinq mois. Une vingtaine de grands maîtres de Novgorod dirigeaient les travaux pour lesquels ils reçurent le prix de 53 roubles.

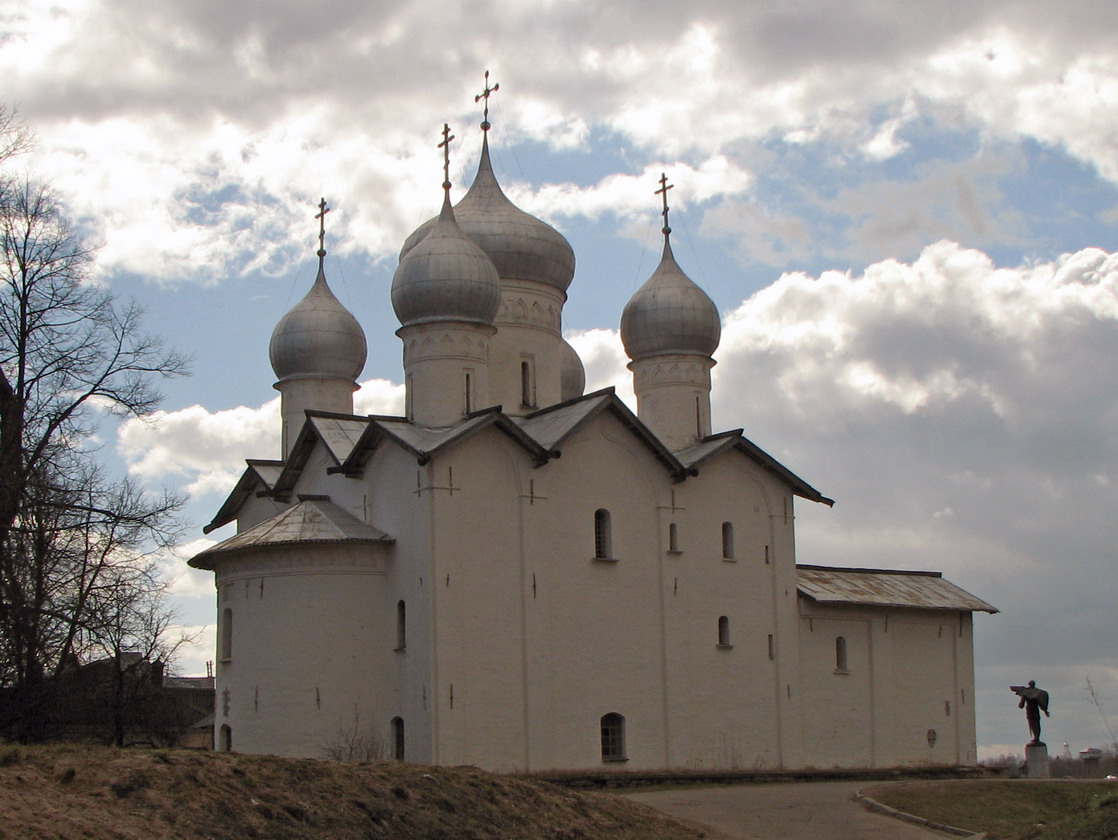
L'église Boris et Gleb vue du côté du rempart de la ville

L'édifice est très proche des autres églises de Novgorod du XIVe siècle quant à son plan. L'ancienne église, qui préexistait, n'a pas été complètement détruite et ses fondations ont servi de base aux murs de la nouvelle église en 1536. Par contre, l'aspect architectural de l'église nouvelle est entièrement liée aux nouvelles conceptions de l'architecture à Novgorod du XVIe siècle. En témoigne, le fait que les couvertures de cinq coupoles étaient jusque-là inhabituelles dans l'architecture de Novgorod du XIIIe siècle au XVe siècle. De même, pour les arches en forme de quilles renversées des façades (qui à l'origine étaient de forme arrondies et non droites et raides), pour les pignons multipliés par autant que de sections du bâti, pour la répétition des ceintures décoratives de niches pentagonales entourant les tambours et le dessus de l'abside. Comme les églises de son temps à Novgorod, l'église Boris et Gleb est construite en brique.

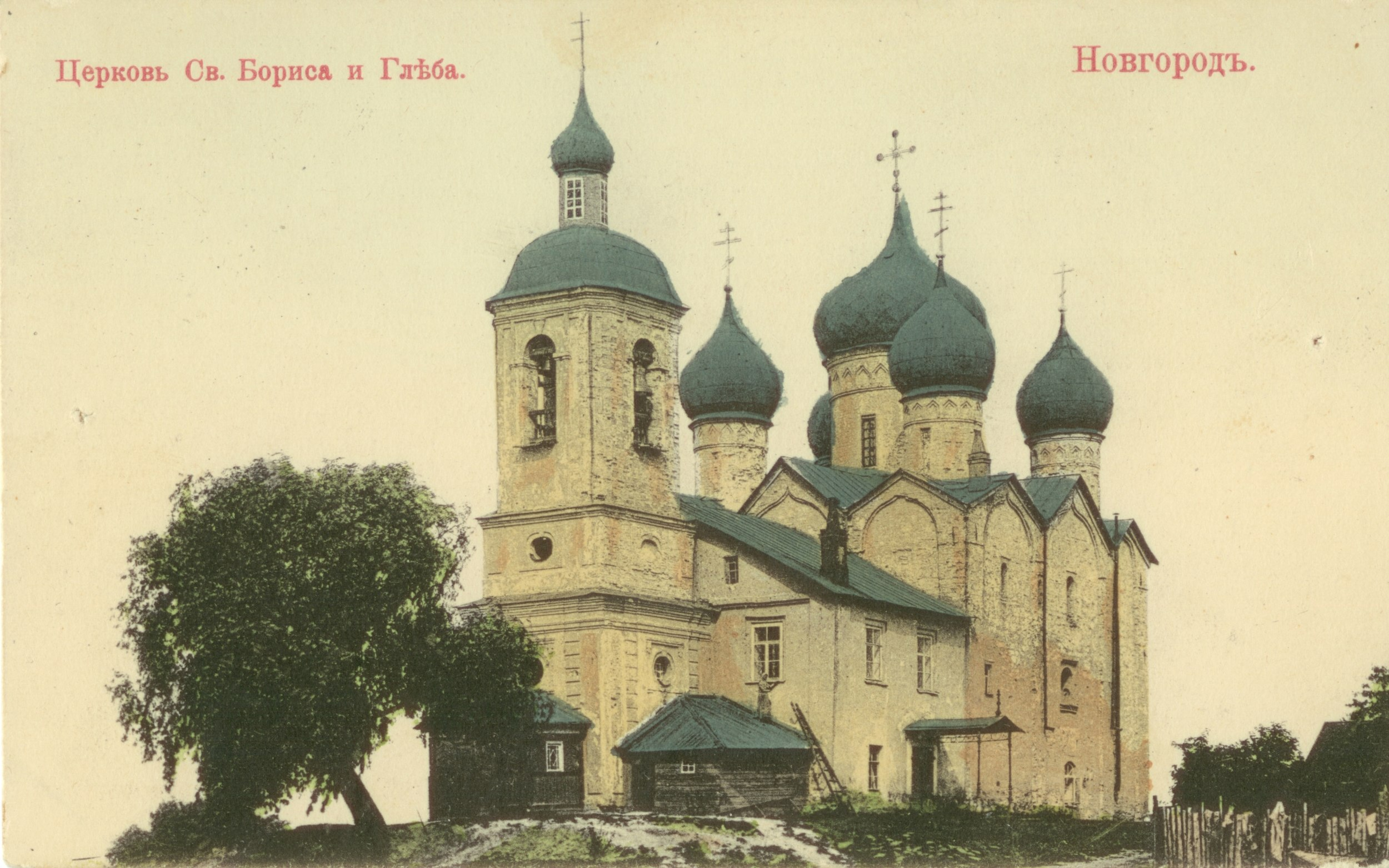
Boris et Gleb vue ancienne avec le clocher

L'église est fermée en avril 1937 . À l'époque de la Seconde Guerre mondiale l'église ne subit pas beaucoup de dégâts. Vers 1955, elle est restaurée selon le projet de l'architecte Z. I. Vasiliev. À cette époque, la partie en brique du clocher (deux niveaux, sans le toit en forme de tente qui lui était détruit) était encore relativement en bon état. Dans les années 1960, débute la reconstruction de l'époque de Nikita Khrouchtchev des bords de la rivière Volkhov, depuis l'église Boris et Gleb, jusqu'au pont Alexandre Nevski, qui traverse la rivière au centre de la ville de Novgorod. Le clocher de l'église est détruit parce qu'il est considéré comme déplacé par rapport à la perspective de la promenade le long de la berge de la rivière.
Par la suite, l'église est utilisée comme entrepôt. Durant les années 1980 et jusqu'au début des années 1990, l'architecte V. A. Popov reprend en main l'étude du bâtiment et procède à une nouvelle restauration, qui se termine en 1991. En 1992, l'église est rendue au culte au sein de l'éparchie de Novgorod. À quelques mètres au sud de l'église se dresse un monument au prince Alexandre Nevski du sculpteur Iouri Tchernov (1985) et à 160 mètres au nord se trouve l'église Église Saint-Jean-le-Théologien sur la Vitka.